# Desiree Ajlec
Desiree Ajlec (1º luglio 1996) è un'ex sciatrice alpina slovena.

## Biografia
Attiva in gare FIS dal dicembre del 2011, in Coppa Europa la Ajlec ha esordito il 22 novembre 2013 a Levi in slalom gigante, senza completare la prova, e ha ottenuto i migliori piazzamenti l'11 dicembre 2015 a Kvitfjell in slalom gigante e il 7 gennaio 2016 a Zinal in slalom speciale (33ª). In Coppa del Mondo ha disputato tre gare, tutte slalom giganti (il primo il 28 ottobre 2017 a Sölden, l'ultimo il 1º febbraio 2019 a Maribor), senza completarne nessuno. Si è ritirata durante la stagione 2018-2019 e la sua ultima gara è stata uno slalom speciale FIS disputato il 6 febbraio a Maribor, non completato dalla Ajlec; non ha preso parte a rassegne olimpiche o iridate.

## Palmarès

### Campionati sloveni
- 1 medaglia:
  - 1 bronzo (combinata nel 2017)